# Сотское золоторудное месторождение
Со́тское, Со́ткское или Зо́дское месторождение (азерб. Zod qızıl yatağı, арм. Սոթքի ոսկու հանքավայր), или месторождение Сёюдлю (азерб. Söyüdlü qızıl yatağı) — золоторудное месторождение на азербайджано-армянской границе, в Кельбаджарском районе Азербайджана и Гегаркунинской области Армении. Было открыто в 1951 году советским геологом Тиграном Степаняном и названо в честь ближлежащего села Зод (сейчас Сотк) с армянской стороны. Разработка месторождения началась в 1976 году и производилась в Армянской ССР, позднее — в Армении. Переработка руды осуществляется на Араратской золотоизвлекательной фабрике, город Арарат, Армения. Является самым крупным по запасам чистого золота месторождением Армении. Разведанные запасы чистого золота на территории месторождения оцениваются в 130 тонн.

## Описание
В советское время называлось Зодским месторождением, в современной Армении называется Соткским. Азербайджанское название — месторождение Сёюдлю.
По заявлению Национальной службы геологической разведки Министерства экологии и природных ресурсов Азербайджана, 76 % месторождения находится на территории Азербайджана, 24 % — на территории Армении. По данным британской компании «Anglo-Asian Mining», владельца лицензии азербайджанского правительства на месторождение, на территории Азербайджана находятся 75 % запасов. По словам заместителя начальника Генштаба ВС Армении Тирана Хачатряна, часть рудника находится на территории Армении, а та часть, где в основном расположено хвостохранилище, — на территории, вернувшейся под контроль Азербайджана.
Является самым крупным по запасам чистого золота месторождением на территории Армении. Разведанные запасы чистого золота на месторождении оцениваются величиной порядка 130 тонн. Минимальное рентабельное содержание драгоценного металла в руде месторождения составляет 0,8 г/тонну.

## История
Месторождение было открыто в 1951 году Тиграном Михайловичем Степаняном и начало эксплуатироваться с 1976 года. В 1993 году, в ходе Первой карабахской войны, Кельбаджарский район Азербайджана (в том числе азербайджанская часть месторождения) полностью перешёл под фактический контроль Армении и оставался под ним до ноября 2020 года. В 1997 году Азербайджан назначил британскую компанию «Anglo-Asian Mining» оператором по разработке золотоносных месторождений в Азербайджане, причём в контракте упоминалось и Зодское месторождение, несмотря на то, что Азербайджан на тот момент не осуществлял над ним контроля. В 2007 году Армения предоставила компании «GeoProMining» право на эксплуатацию всего месторождения. В 2009 году было добыто 320,5 тысяч тонн золотой руды, в 2010 году — 490 тысяч тонн, в 2011 году — 880 тысяч тонн. На месторождении работали 350—400 рабочих, их заработная плата составляет 100 тысяч драмов и более. Переработка руды осуществляется на Араратской золотоизвлекательной фабрике, куда поставляется железнодорожным транспортом.
С началом Второй карабахской войны 27 сентября 2020 года, компания «GeoProMining» временно приостановила эксплуатацию месторождения. 25 ноября 2020 года подразделения вооружённых сил Азербайджана, согласно подписанному президентом Азербайджана, премьер-министром Армении и президентом России по итогам конфликта заявлению, вошли в оставленный армянскими войсками Кельбаджарский район. На направлениях передвижения войск были проведены инженерные работы, было начато разминирование и подготовка труднопроходимых горных дорог. На следующий день азербайджанские военные, по сообщению главы сопредельной с Азербайджаном армянской общины Гегамасар Акопа Аветяна, вошли на территорию рудника. По словам Аветяна, азербайджанцы без стрельбы или нападения расположились и потребовали освободить территорию, начались переговоры. Сотрудники рудника стали покидать территорию, однако никаких угроз, согласно Аветяну, не было. Вечером стало известно, что на том участке Зодского рудника, который был частью Кельбаджарского района, при участии представителей Армении, России и Азербайджана начались делимитационные работы с использованием специальных средств GPS. На своей части территории рудника азербайджанские военные разместили три поста. 27 ноября после длительных переговоров азербайджанских военных с представителями разрабатывающей рудник компании «GeoProMining» сотрудники компании покинули охраняемую территорию рудника в Кельбаджарском районе. Одновременно с работами по делимитации границы по руднику возникла угроза полной остановки добычи руды, что привело бы к потере 55 % грузоотправлений Южно-Кавказской железной дороги и массовым сокращениям железнодорожников. 2 декабря Министерство обороны Азербайджана распространило видеорепортаж из подконтрольного Азербайджану участка рудника.
После потери Арменией контроля над Кельбаджарским районом «GeoProMining» продолжила разрабатывать месторождение на армянской территории. Азербайджан объявил, что готовит иск против компании, «незаконно эксплуатировавшей золоторудное месторождение» до конца 2020 года. По утверждению армянской стороны от 2006 года, ссылающейся на слова президента RV Investment Group (компания, с которой Азербайджан заключил в 1997 году контракт на добычу) и спутниковые снимки, расположенная в Кельбаджарском районе часть рудника не разрабатывалась, и добыча золота там не велась. В течение лета 2021 года на линии соприкосновения вблизи месторождения имели место перестрелки между армянскими и азербайджанскими военными, в результате чего месторождение неоднократно прерывало деятельность на некоторое время, а сотрудников армянской части месторождения приходилось срочно эвакуировать.